# The Howling Void
The Howling Void — американская симфоник-фьюнерал-дум метал-группа.

## История
Группа была основана в 2007 году в городе Сан-Антонио штата Техас. Создатель и единственный музыкант проекта, Райан Уилсон (англ. Ryan Wilson), также является участником групп Hordes of the Morning Star, Intestinal Disgorge и Normpeterson.
Первый альбом Megaliths of the Abyss был выпущен в 2008 году на лейбле Black Plague Records. После дебюта музыканту поступило предложение от российского лейбла Solitude Productions, на котором в 2010 году и был выпущен второй альбом Shadows Over the Cosmos. Оба альбома удостоились внимания и положительных оценок критиков. Рецензенты Metalcrypt при этом похвалили выбор названия для фьюнерал-дум-метал-группы и удивились, что проект такого стиля возник в Техасе. В рецензии на Lords of Metal музыка The Howling Void названа чем-то средним между звучанием Skepticism и Shape Of Despair, а рецензент Metal Storm сравнил Shadows Over the Cosmos с пением сирены.
Третий и четвёртый альбомы, The Womb Beyond the World 2012 года и Nightfall 2013 года соответственно, также были выпущены Solitude Productions. В начале 2016 года вышел пятый альбом The Triumph of Ruin, на этот раз на лейбле Avantgarde Music.

## Дискография
| Год  | Дата выхода | Название                         | Тип            | Лейбл                |
| ---- | ----------- | -------------------------------- | -------------- | -------------------- |
| 2008 | 15 мая      | Megaliths of the Abyss           | Полноформатный | Black Plague Records |
| 2010 | 1 июня      | Shadows Over the Cosmos          | Полноформатный | Solitude Productions |
| 2012 | 17 сентября | The Womb Beyond the World        | Полноформатный | Solitude Productions |
| 2013 | 9 марта     | Runa                             | EP             |                      |
| 2013 | 2 декабря   | Nightfall                        | Полноформатный | Solitude Productions |
| 2016 | 29 января   | The Triumph of Ruin              | Полноформатный | Avantgarde Music     |
| 2017 | 18 декабря  | The Darkness at the Edge of Dawn | Полноформатный | Avantgarde Music     |
| 2018 | 15 октября  | Ravens of the Burning God        | сплит          | Avantgarde Music     |
| 2019 | 30 апреля   | Bleak and Everlasting            | Полноформатный | Avantgarde Music     |
| 2019 | 23 июня     | Excantation / The Howling Void   | сплит          | GS Productions       |
| 2023 | 6 января    | Into Darkness Ever More Profound | Полноформатный | Funere               |